# Brancou Badio
El Hadji Omar Brancou Badio (Rufisque, 17 febbraio 1999) è un cestista senegalese.

## Carriera
Con il Senegal ha disputato i Campionati africani del 2021.

## Palmarès
- Campionato spagnolo: 1

Barcellona: 2020-21
- Copa del Rey: 1

Barcellona: 2021